# Enrique de Sajonia-Weissenfels
Enrique de Sajonia-Weissenfels, conde de Barby (Halle, 29 de septiembre de 1657 - Barby, 16 de febrero de 1728) fue un príncipe alemán de la Casa de Wettin y conde de Barby.
Era el cuarto hijo de Augusto, duque de Sajonia-Weissenfels, y su primera esposa, Ana María de Mecklemburgo-Schwerin.

## Primeros años
Enrique, como el cuarto hijo de su padre tenía pocas esperanzas de heredar ninguna tierra, de manera que su padre, que servía como administrador de la Arquidiócesis de Magdeburgo, organizó que se le nombrase en 1674 como preboste de Magdeburgo a la muerte del detentador del cargo, su hermano mayor Augusto.
El abuelo de Enrique, el elector Juan Jorge I, era también señor feudal del condado de Barby, y escogió hacer provisiones sobre la tierra en su testamento para sus tres hijos menores. Dio a su segundo hijo Augusto (el padre de Enrique) no sólo el ducado de Sajonia-Weissenfels, sino que también le garantizó a él y sus herederos la posesión del condado de Barby en caso de que se extinguiera la línea del conde. 
Cuando Augusto Luis, el último conde de Barby-Mühlingen, murió sin hijos en 1659, algunas partes del condado fueron heredados , de acuerdo con el testamento de Juan Jorge I, por el hermano de Enrique, Augusto de Sajonia-Weissenfels, quien en consecuencia se convirtió en conde de Barby.

## Conde de Barby
Tras la muerte de su padre en 1680, Enrique, en aquella época deán de la catedral de Magdeburgo, heredó el condado de Barby según los términos de su testamento.
Debido a que Enrique (así como cada uno de sus hermanos) tenían una pretensión al ducado de Sajonia-Weissenfels, se convirtió en el primer duque de Sajonia-Weissenfels-Barby a la muerte de su padre. El título le dio prestigio, pero ni voz ni voto en el Reichstag, ni soberanía dentro del ducado de Sajonia-Weissenfels, sino más bien dependencia política de la línea principal de la familia y el electorado de Sajonia.
El gobierno de Enrique sobre Barby a pesar de todo tuvo una significativa importancia económica y cultural para la ciudad y la región. Como la corte de Weissenfels de sus primos, atrajo notables artistas y músicos, por ejemplo los trompetistas Wenzel Franz Seydler y Hans Leopold. El pedagogo y lexicógrafo Johann Theodor Jablonski fue su asesor desde 1689 hasta 1700.
Sus actividades de caridad incluyeron donaciones a un fondo para beneficiar a las viudas de los clérigos y permiso para construir una "Casa de las viudas de los predicadores" (Prediger-Witwen-Haus) así como una nueva escuela. Siguiendo el ejemplo de su primo Juan Jorge, duque de Sajonia-Weissenfels, creó en 1699 una Compañía de Ciudadanos (Bürgerkompanie) con la responsabilidad de asegurar el orden durante las celebraciones cívicas. Más aún, todo el condado fue medido geodéticamente; esto permitió que las iglesias de los pueblos y la ciudad reformaran sus sistemas de formación. 
Enrique también estuvo activo como general y participó en la Gran Guerra Turca. En el asedio de Ofen (1684/1686) se distinguió junto con su hermano Cristián.
Después de 1687 abandonó el viejo castillo oficial y empezó a construir el Schloss Barby como su nueva residencia. Los maestros constructores fueron Christoph Pitzler y desde 1707 Giovanni Simonetti, quien se orientó a partir de planes trazados por Johann Arnold Nering. El edificio sólo pudo terminarse en 1715; mientras tanto, Enrique y su esposa pasaron largos períodos de tiempo en Dessau con su suegro, Juan Jorge II, príncipe de Anhalt-Dessau, y su cuñado Leopoldo I, príncipe de Anhalt-Dessau.
Gran importancia se dio a su defección del luteranismo en beneficio del calvinismo en Dessau en 1688. En Barby, miembros de la iglesia reformada se establecieron allí hasta 1833.
Enrique fue aceptado también en la Sociedad Fructífera por su padre, quien servía de presidente o jefe. 
Enrique murió en Barby a los setenta años de edd y fue enterrado allí en la nueva cripta familiar. Le sucedió su único hijo superviviente, Jorge Alberto.

## Matrimonio y descendencia
En Dessau el 30 de marzo de 1686 Enrique se casó con la princesa Isabel Albertina de Anhalt-Dessau, hija de Juan Jorge II, príncipe de Anhalt-Dessau, y la antigua abadesa de Herford. Predecesora de Isabel fue Inés de Barby-Mühlingen; esto le dio a Enrique algún azo de sangre con la extinta Casa de Barby. Tuvieron ocho hijos:
1. Juan Augusto, príncipe heredero de Sajonia-Weissenfels-Barby (n. Dessau, 28 de julio de 1687 - m. Dessau, 22 de enero de 1688).
2. Juan Augusto, príncipe heredero de Sajonia-Weissenfels-Barby (n. Dessau, 24 de julio de 1689 - m. Dessau, 21 de octubre de 1689).
3. Dos mellizos nonatos (Dessau, 1690).
4. Federico Enrique, príncipe heredero de Sajonia-Weissenfels-Barby (n. Dessau, 2 de julio de 1692 - m. La Haya, 21 de noviembre de 1711).
5. Jorge Alberto de Sajonia-Weissenfels, conde de Barby (n. Dessau, 19 de abril de 1695 - m. Barby, 12 de junio de 1739).
6. Enriqueta María (n. Dessau, 1.º de marzo de 1697 - m. Weissenfels, 10 de agosto de 1719).
7. Hija nonata (Dessau, 5 de octubre de 1706).

| Predecesor: Augusto, duque de Sajonia-Weissenfels | Conde de Barby 1680-1728 | Sucesor: Jorge Alberto |

- Esta obra contiene una traducción  derivada de «Heinrich of Saxe-Weissenfels» de Wikipedia en inglés, publicada por sus editores bajo la Licencia de documentación libre de GNU y la Licencia Creative Commons Atribución-CompartirIgual 4.0 Internacional.

- Datos: Q832336